# Ernest King
Ernest Joseph King (ur. 23 listopada 1878 w Lorain, zm. 25 czerwca 1956 w Waszyngtonie) – amerykański admirał floty (Fleet Admiral), szef sztabu Marynarki Wojennej Stanów Zjednoczonych i Szef Operacji Morskich w czasie II wojny światowej. Był przełożonym wszystkich dowódców US Navy i podlegał bezpośrednio sekretarzowi marynarki wojennej w Pentagonie. Odpowiedzialny za działania amerykańskiej marynarki na obu oceanach, był głównym strategiem wojny na Pacyfiku. Zgadzając się generalnie z ustaloną na konferencji Arcadia z zasadą Europe First, wobec braku gotowości Wielkiej Brytanii do podjęcia ofensywy w Europie, przeforsował rozpoczęcie amerykańskiej ofensywy na Pacyfiku, zapoczątkowanej lądowaniem na Guadalcanalu w sierpniu 1942 roku.

## Życiorys
W roku 1901 ukończył Akademię Marynarki Wojennej, po czym służył na okręcie USS „San Francisco” na Karaibach. Przed wybuchem I wojny światowej służył w jednostkach nawodnych Marynarki, natomiast w latach 1919–1925 sprawował różne funkcje we flocie podwodnej. W 1927 odbył kurs pilotażu, a w latach 1930–1932 dowodził lotniskowcem USS „Lexington”. W 1933 został awansowany do stopnia kontradmirała i – jako zwolennik rozwoju lotnictwa marynarki wojennej – mianowany szefem Biura Aeronautyki. W 1938 został wiceadmirałem, a w lutym 1941 admirałem jako dowódca Floty Atlantyku. 30 grudnia 1941 mianowany został dowódcą US Navy, a 18 marca 1942 operacji morskich.
Przez Brytyjczyków oskarżany był o chęć porzucenia ustalonej podczas konferencji Arcadia zasady „Germany First”, w myśl której cały wysiłek wojenny aliantów skierowany miał być na pokonanie Niemiec w Europie, do tego czasu zaś na Pacyfiku miały być prowadzone jedynie działania powstrzymujące Japonię. W rzeczywistości King był jej zwolennikiem, uważając Niemcy za największe zagrożenie. Wobec jednak niechęci rządu Wielkiej Brytanii do rozpoczęcia ofensywy na kontynencie europejskim, stał na stanowisku że nie można marnować dostępnych zasobów, toteż w sierpniu 1942 roku zaplanował i zorganizował operację Watchtower – pierwszą amerykańską operację ofensywną na dużą skalę przeciw Japonii. Rozpoczęta lądowaniem na Guadalcanalu amerykańska operacja, zapoczątkowała krwawą sześciomiesięczną kampanię, która stanowiła punkt zwrotny wojny na Pacyfiku. Dowodząc amerykańską marynarką był bardzo surowy i wymagający wobec podwładnych, rzadko wybaczający błędy, był jednak głównym strategiem wojny przeciw cesarstwu japońskiemu.
17 grudnia 1944 został awansowany na nowo utworzony stopień admirała floty. Oprócz niego w historii US Navy rangę tę uzyskali: William Halsey, William Daniel Leahy i Chester Nimitz. W grudniu 1945 King odszedł na emeryturę.

## Odznaczenia
- Naval Aviator Wings
- Krzyż Marynarki
- Navy Distinguished Service Medal – trzykrotnie
- Spanish Campaign Medal
- Sampson Medal
- Mexican Service Medal
- Medal Zwycięstwa I wojny światowej
- American Defense Service Medal
- American Campaign Medal
- Medal Zwycięstwa II wojny światowej (World War II Victory Medal)
- National Defense Service Medal
- Wielki Oficer Orderu Korony (1948, Belgia)
- Krzyż Wojenny 1940–1945 (Belgia)
- Wielki Oficer Orderu Zasługi Wojskowej (1943, Brazylia)
- Order Abdóna Calderóna I klasy (1943, Ekwador)
- Krzyż Wielki Legii Honorowej (Grand Croix Légion d'honneur, 1945, Francja)
- Krzyż Wojenny 1939–1945 (Croix de Guerre 1939–1945, Francja)
- Krzyż Wielki Orderu Jerzego I (1946, Grecja)
- Order Oranje-Nassau (1948, Holandia)
- Order Zasługi Morskiej (1943, Kuba)
- Komandor Orderu Vasco Núñeza de Balboa (1929, Panama)
- Wielka Wstęga Specjalna Orderu Drogocennego Trójnogu (1945, Tajwan)
- Krzyż Wielki Orderu Łaźni (Grand Cross Order of the Bath, 1945, Wielka Brytania)
- Oficer Orderu Korony Italii (1933, Włochy)
- Krzyż Wielki Orderu Wojskowego Włoch (1948, Włochy)